# Gorges du Gorner
 (décembre 2021).
Les gorges du Gorner, parfois appelées gorges de la Gorner (Gornerschlucht en Suisse allemand), sont des gorges situées sur la commune de Zermatt, le long de la Gornera, dans le canton du Valais, en Suisse.

## Géographie

### Situation
Les gorges, longues de 2 300 mètres, se situent dans le Sud du canton du Valais, à une altitude variant de 1 960 à 1 620 mètres.

## Activités

### Randonnée
Le chemin de randonnée longe les gorges du village de Zermatt au Gornergrat.